# Gaël Kakuta
Gaël Kakuta (Lille, 21 juni 1991) is een Franse voetballer van Congolese afkomst die doorgaans als linksbuiten speelt. Kakuta kwam uit voor diverse Franse nationale jeugdselecties, maar debuteerde in 2017 in het Congolees voetbalelftal.

## Carrière
Kakuta begon met voetballen nadat hij zijn oom zag spelen voor de reserves van Lille. Hij begon zelf bij de lokale club US Lille-Moulins. In 1999 nam Lens hem op in de jeugdopleiding, waarin hij vijf jaar bleef. Kakuta werd in 2004 opgenomen in het Centre de Formation van de toenmalige regio Nord-Pas-de-Calais, een regioselectie.
Kakuta verruilde in 2007 de jeugdopleiding van RC Lens voor die van Chelsea. Op 3 september 2009 werd bekend dat hij omwille van dat feit vier maanden geschorst werd en een bedrag van €780.000 moest betalen aan Lens. Kakuta maakte op 21 november 2009 zijn debuut in het eerste elftal van Chelsea, tegen Wolverhampton Wanderers. In die wedstrijd verving hij na een uur spelen Nicolas Anelka. Op 8 december 2009 maakte hij debuut in de UEFA Champions League, tegen APOEL Nicosia. Zo werd hij de jongste speler ooit voor Chelsea in de Champions League. Kakuta tekende op 21 december 2010 een nieuw contract tot medio 2015 bij Chelsea, maar een doorbraak hier bleef uit. Wat volgde waren verhuren aan Fulham, Bolton Wanderers, Dijon, Vitesse, Lazio Roma en Rayo Vallecano.
Nadat zijn contract bij Chelsea ten einde liep, tekende Kakuta in juni 2015 een contract tot medio 2019 bij Sevilla FC, de nummer vijf van de Primera División in het voorgaande seizoen.
Hij tekende in juli 2018 een contract tot medio 2022 bij Rayo Vallecano, dat hem overnam van Hebei China Fortune. In augustus 2019 keerde hij terug bij Amines. Deze club verhuurde hem aan RC Lens, dat hem nadien definitief overnam. In 2022 keerde hij wederom terug bij Amiens. Anno 2024 speelt hij in Iran voor Esteghlal.

## Clubstatistieken
| Seizoen | Club                  | Competitie       | Duels | Goals |
| ------- | --------------------- | ---------------- | ----- | ----- |
| 2009/10 | Chelsea               | Premier League   | 1     | 0     |
| 2010/11 | → Fulham              | Premier League   | 7     | 1     |
| 2010/11 | Chelsea               | Premier League   | 5     | 0     |
| 2011/12 | Chelsea               | Premier League   | 0     | 0     |
| 2011/12 | → Bolton Wanderers    | Premier League   | 4     | 0     |
| 2011/12 | → Dijon FCO           | Ligue 1          | 14    | 4     |
| 2012/13 | → Vitesse             | Eredivisie       | 22    | 1     |
| 2013/14 | → Vitesse             | Eredivisie       | 12    | 1     |
| 2013/14 | → Lazio               | Serie A          | 1     | 0     |
| 2014/15 | → Rayo Vallecano      | Primera División | 35    | 5     |
| 2015/16 | Sevilla FC            | Primera División | 2     | 0     |
| 2016    | Hebei China Fortune   | Super League     | 24    | 2     |
| 2016/17 | → Deportivo La Coruña | Primera División | 10    | 2     |
| 2017/18 | → Amiens SC           | Ligue 1          | 36    | 6     |
| 2018/19 | Rayo Vallecano        | Primera División | 12    | 1     |
| 2019/20 | Amiens SC             | Ligue 1          | 24    | 2     |
| 2020/21 | RC Lens               | Ligue 1          | 35    | 11    |
| Totaal: | Totaal:               | Totaal:          | 244   | 36    |

| Competitie              |         |         |         |         |
| Competitie              | Aantal  | Jaren   |         |         |
| Chelsea                 | Chelsea | Chelsea | Chelsea | Chelsea |
| ----------------------- | ------- | ------- | ------- | ------- |
| Kampioen Premier League | 1x      | 2009/10 |         |         |
| Frankrijk –19           |         |         |         |         |
| Europees kampioen –19   | 1x      | 2010    |         |         |